# 山梨大学の人物一覧
山梨大学の人物一覧（やまなしだいがくのじんぶついちらん）は、山梨大学に関係する人物の一覧記事。

## 教員
- 中村和彦 - 学長、教育学、発育発達学
- 岩﨑甫 - 副学長、融合研究臨床応用推進センター センター長・特任教授
- 大隅清陽 - 教授、日本古代史
- 佐藤みつ子 - 名誉教授、看護
- 若山照彦 - 教授、生物学、日本学術振興会賞、日本学士院学術奨励賞、文部科学大臣表彰科学技術賞
- 藤本俊 - 教授、スポーツ科学 、元体操競技選手、1976年モントリオールオリンピック体操男子団体金メダリスト。
- 渡辺暁 - 准教授、ラテンアメリカ研究、チェスプレーヤー、FIDEマスター、元チェスの日本チャンピオン
- 稲垣俊介 - 准教授、情報科学、教育学部附属教育実践総合センター

## 主な出身者

### 政界
- 中村照人 - 元山梨市長、元山梨県議会議員
- 前田正男 - 元衆議院議員、科学技術庁長官
- 宮島雅展 - 元甲府市長、元山梨県議会議長（中退）
- 服部友則 - 八千代市長

### 行政
- 石原秀昭 - 元総務省大臣官房技術総括審議官、元日本無線協会理事長
- 山岸俊之 - 元国土庁水資源部長、元井上工業社長

### 財界
- 北澤通宏 - 富士電機社長、元日本電機工業会会長
- 新郷重夫 - 品質コンサルタント、ユタ州立大学名誉博士、記念して新郷賞設立
- 内藤利邦 - 元オリエンタル酵母工業社長、食品産業功労賞
- 中田大三 - 元神戸電鉄社長、藍綬褒章
- 服部重彦 - 元島津製作所社長、元日本航空宇宙工業会副会長、元京都工業会会長
- 三木博計 - 元ジェフユナイテッド市原・千葉社長
- 山本忠人 - 元富士ゼロックス社長、元ビジネス機械・情報システム産業協会会長

### 研究者・学者
- 石黒浩 - ロボット工学、大阪大学栄誉教授、国際電気通信基礎技術研究所石黒浩特別研究所所長
- 大村智 - 化学、元北里研究所所長、北里大学特別栄誉教授、ノーベル生理学・医学賞
- 木村昌彦 - 柔道、横浜国立大学教授、元横浜国立大学教育学部附属鎌倉中学校校長
- 近藤尚己 - 社会疫学、京都大学教授
- ジェームス・オボンナ - 生物学、元ナイジェリア大学副学長、元ナイジェリア・バイオテクノロジー協会会長、外務大臣表彰
- 須見洋行 - 生理学、倉敷芸術科学大学名誉教授
- 中原英臣 - 医学、山野美容芸術短期大学教授、元東京文化短期大学学長
- 平川南 - 日本古代史、元人間文化研究機構長、国立歴史民俗博物館名誉教授、山梨県立博物館名誉館長、角川源義賞
- 日向一雅 - 国文学、明治大学教授、紫式部学術賞
- 守屋誠司 - 算数教育学、京都教育大学名誉教授

### 文学
- 春暮康一 - SF作家

### 芸能
- 土屋嘉男 - 俳優
- 影山のぞみ - タレント

### その他
- ♪鳥くん - 鳥類研究家、作詞作曲家、元DJ